# Beöthy Zsolt

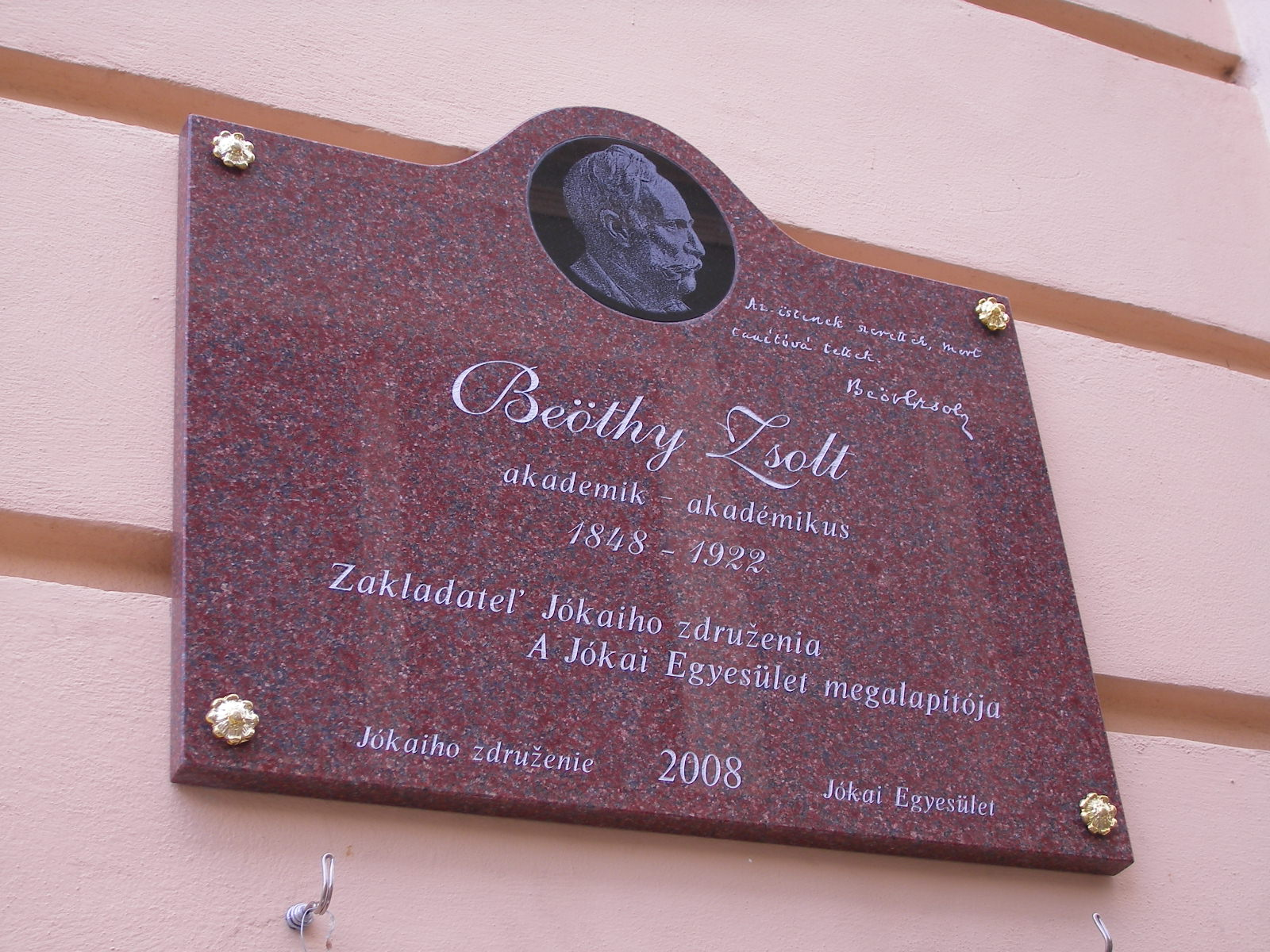
Beöthy Zsolt emléktáblája Komáromban, a Duna Menti Múzeum falán

Szlováni  Beöthy Zsolt (Buda, 1848. szeptember 4. – Budapest, 1922. április 18.) magyar irodalomtörténész, esztéta, egyetemi tanár, a Magyar Tudományos Akadémia tagja, 1879-től 1899-ig a Kisfaludy Társaság titkára, majd 1900-tól 1922-ig 5. elnöke; a konzervatív szellemű irodalom és irodalomtudomány egyik vezető alakja a századfordulón.
Az 1908-ban újra kiadott „Kálozdy Béla” c. regényéhez Mikszáth Kálmán írt bevezetést, ebben olvashatjuk: „Pályája elején virágokat hozott, szamócát és cseresznyét, férfikorában áttér a mesélő genre-től a kritikához s hovatovább a súlyosabb gyümölcsökhöz. Az essay-khez és a széptani művekhez. Szinte úgy látszik, mintha munkakört változtatna, pedig dehogy; megy-megy a maga útján feltartóztathatatlanul.”

## Családja
Édesapja szlováni Beöthy Zsigmond (1819 – 1896), költő, író és jogtudós, édesanyja Ferber Karolina (*1825), Szinnyei József bibliográfus, irodalomtörténész nővére. Felesége Rákosi Szidi színésznő, gyermekeik Beöthy Zsigmond színész és Beöthy László színigazgató, újságíró.

## Életpályája
A pesti egyetemen jogot hallgatott 1867 és 1870 között. 1870-71-ben a bécsi és müncheni egyetemeken tanult. 1871 és 1875 között tisztviselő volt a Pénzügyminisztériumban. 1872-ben házasságot kötött Rákosi Szidi színésznővel. Ekkor kezdte szépírói pályáját. 1873 és 1874 között az Athenaeum szerkesztőjeként működött. 1875-ben tanári, majd 1877-ben bölcsészdoktori diplomát szerzett, ugyanebben az évben elvált Rákosi Sziditől. Ettől fogva tanított: 1875-82-ben reáliskolában, majd 1878-tól egyetemi magántanárként, 1883-tól az esztétika rendkívüli, 1886-tól haláláig rendes tanára volt a budapesti egyetemen. 1915-1916-ban ő volt az egyetem rektora. 1890-1920 között a budapesti országos tanárvizsgáló bizottság elnöke volt. 1903-tól a főrendiház tagja.
Badics Ferenccel együtt szerkesztette az Athenaeum Képes magyar irodalomtörténetét.
Sírja a Fiumei úti sírkertben található (36/2-1-38). A Kallós Ede szobrával, s a felirat felett egy bronz portrérelieffel díszített síremlékét – a Kisfaludy Társaság nyolcéves gyűjtésének eredményét – 1930-ban leplezték le. 2003-ban ide temették unokáját, Horn Artúr akadémikust.

## Akadémiai karrierje
- levelező tag (1877),
- rendes tag (1884),
- igazgató (1893),
- másodelnök (1910 – 1913).

## Társadalmi tevékenysége
- 1876-tól a Kisfaludy Társaság tagja, 1879-től titkára, 1900-tól haláláig elnöke,
- 1893-tól 1907-ig az Országos Középiskolai Tanáregyesület elnöke,
- 1911-19-ben a Magyar Irodalomtörténeti Társaság első elnöke.

## Díjai
- a Kisfaludy Társ. Greguss jutalma (A magyar irodalom kis-tükre című művéért);
- MTA Karácsonyi-díj (A tragikum című művéért);
- Pro litteris et artibus díszjelvény (1899).

## Műgyűjtőként
Nemzetközi jelentőségű egyiptomi művészeti gyűjteménye halála után Svédországba került.
- Mahler Ede: Beöthy Zsolt egyiptologiai gyűjteménye a budapesti kir. magyar Tudomány-Egyetemen. Magyarázó jegyzék egyszersmind bevezetés az ókori egyiptomiak művészet- és kultúrtörténetébe; Franklin Ny., Bp., 1913. Online

## Művei
- Elbeszélések az ifjúság számára; Demjén-Sebes, Pest, 1865
- Elbeszélések; Fekete, Pest, 1871
- Biró Márton. Regény; Friebeisz, Pest, 1872
- A névtelenek. Elbeszélések és rajzok; Franklin, Bp., 1875
- Kálozdy Béla. Regény, 1-2.; Athenaeum, Bp., 1875 (Franklin, 1908)
- Az első magyar politikai színmű és kora; Athenaeum Ny., Bp., 1876
- A magyar nemzeti irodalom történeti ismertetése (irodalomtörténet középiskolák számára I-II, Bp., 1877-79, 14 kiadás)
- Rajzok; Kisfaludy-Társaság, Bp., 1879
- Ráskai Lea (verses elbeszélés,  Bp., 1881);
- Színműírók és színészek. 1878-1881; Athenaeum, Bp., 1882
- A magyar nemzeti irodalom történeti ismertetése; 3. bőv., jav. kiad.; Athenaeum, Bp., 1883-1884
- Magyar balladák; magyarázták Greguss Ágost és Beöthy Zsolt; Franklin, Bp., 1885 (Jeles írók iskolai tára)
- A tragikum (Bp., 1885);
- A szépprózai elbeszélés a régi magyar irodalomban (I-II; Bp., 1886-87);
- Poetika; Beőthy Zsolt előadásai után kiad. Incze József; s.n., Bp., 1890
- Horatius és Kazinczy; Franklin, Bp., 1890
- Széchenyi és a magyar költészet (Bp., 1893)
- Az egyetemi tanárképzés kérdéséhez; Hornyánszky Ny., Bp., 1894
- Színházi esték. A "Színműírók és színészek" új folyama; Hornyánszky Ny., Bp., 1895
- Arany János. Élet- és jellemrajz; Athenaeum Ny., Bp., 1895
- A magyar irodalom kis-tükre (Bp., 1896; az utolsó, 7. kiadás Kéky Lajos bevezetésével 1930-ban jelent meg):
- Béni bácsi. Bohózat; Singer-Wolfner, Bp., 1897
- Beszéd, mellyet Erzsébet királyné halála alkalmából tartott; Egyetemi Ny., Bp., 1898 (Acta Univ. Hung. Budapestinensis anni 1898-99. IV.)
- Eszthétika; Beőthy Zsolt előadásai után kiad. Wolff Béla [Kelemen Béla]; s.n., Bp., 1900
- Vörösmarty Mihály; Athenaeum, Bp., 1900
- Eszthétika. A művészi képzelet tana; Beöthy Zsolt előadásai után jegyezte és kiad. Kéki Lajos; Kéki, Bp., 1900-1901
- Az irodalomtörténet elmélete; jegyezte és kiad. Kéki Lajos; s.n., Bp., 1902
- Eszthetika lélektani alapon; Beöthy Zsolt előadásai után jegyezte és kiad. Oláh Gábor; Oláh, Bp., 1903-1904
- Esztetika. A tragikum; Beöthy Zsolt előadásai után jegyezte és kiadta Csobán András; s.n., Bp., 1904-1905
- (Szerk.) A magyar irodalom története (I-II, Bp., 1893-95)
- A XIX. század magyar költészete; Beőthy Zsolt előadásai után jegyezte és kiadta Kéki Lajos, s.n., Bp., 1904-05
- Jókai Mór emlékezete; Lampel, Bp., 1905
- A művészetek története a legrégibb időktől a XIX. század végéig, 1-3.; szerk. Beöthy Zsolt; Lampel, Bp., 1906-1912
- Mikes leveleskönyve irodalmunkban; Lampel, Bp., 1906 (Magyar könyvtár)
- Költők és hősök. Három irodalomtörténeti dolgozat; Lampel, Bp., 1907 (Magyar könyvtár)
- A stíl; Beöthy Zsolt előadásai után jegyezte és kiad. Mihály Bálint; s.n., Bp., 1908
- Az irodalomtörténet elmélete. Egyéniség és művészet; előadások után jegyezte és kiadta Mihályi Bálint; Preszler Ny., Bp., 1908
- Zrínyi és a Zrínyiász; Beöthy Zsolt előadásai után jegyezte és kiadta Mihály Bálint; s.n., Bp., 1908-1909
- Szász Károly; Lampel, Bp., 1910 (Magyar könyvtár)
- Háború és cultura. Budapest : Pallas, 1915 Online
- Egyetemi ifjúságunk a háborúban. Rektori székfoglaló beszéd; Franklin Ny., Bp., 1915
- Ferencz József királyunk és Erzsébet királynénk emlékezete. Két beszéd; Lampel, Bp., 1917 (Magyar könyvtár)
- Régi nóták. Három elbeszélés; ill. Haranghy Jenő; Pantheon, Bp., 1920
- Tisza István; Lampel, Bp., 1920 (Magyar könyvtár)
- Romemlékek. Tanulmányok, beszédek, czikkek, 1-2.; Kisfaludy-Társaság, Bp., 1923
- Arany János, Bethlen Gábor Irodalmi és Nyomdai RT, Bp., 1923 (Bethlen könyvtár)
- Jókai Mór emlékezete; Lampel, Bp., 1925 (Magyar könyvtár)
- Beöthy Zsolt munkái. Irodalmi tanulmányok; bev. Kéky Lajos; Franklin, Bp., 1928 (Élő könyvek. Magyar klasszikusok) Online
- Az irodalomtörténet elmélete I.; Magyar irodalmi ritkaságok (51.). Egyetemi Nyomda, Budapest, 1940

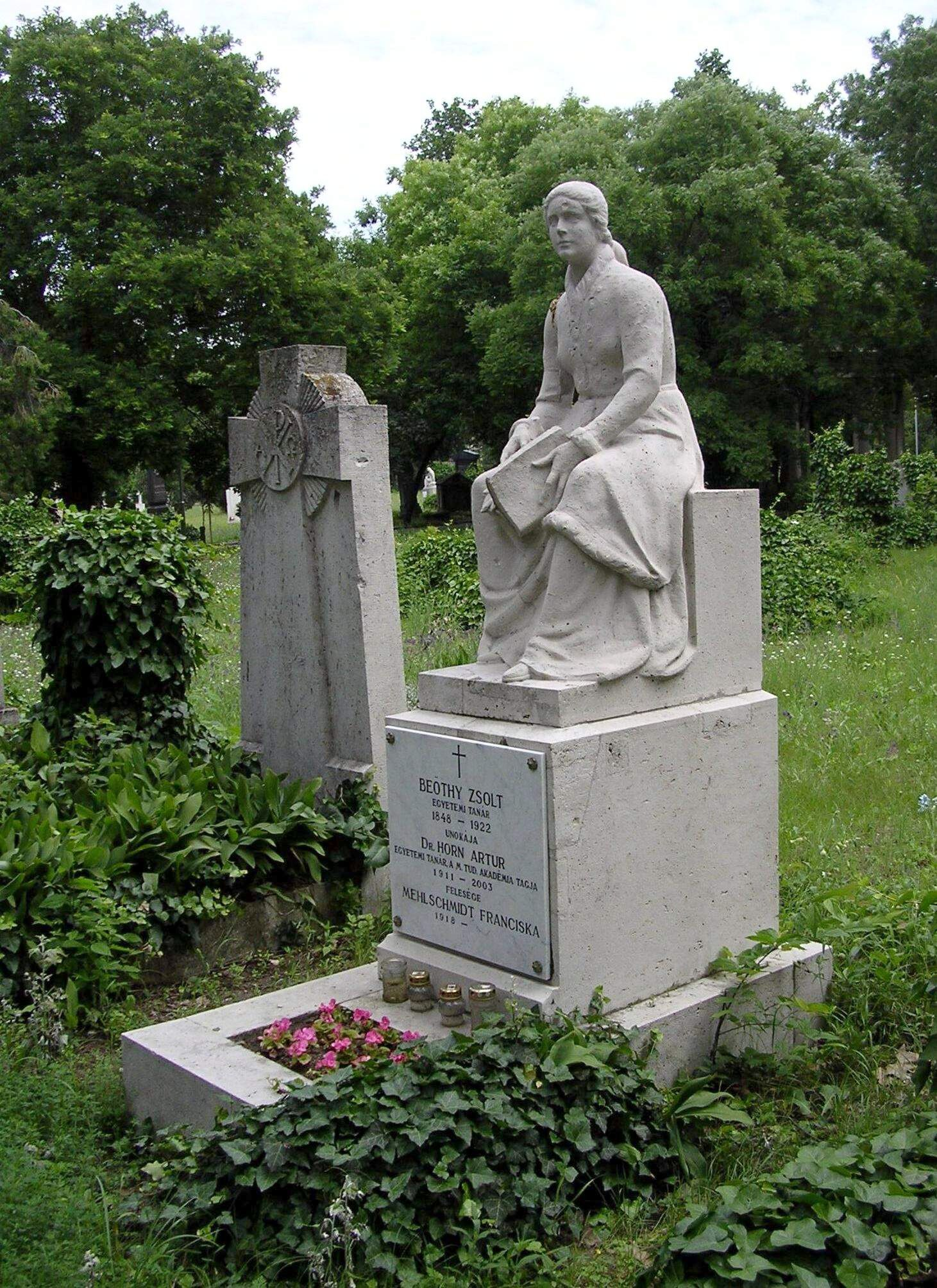
Sírja a Fiumei úti sírkertben, 2008-ban (36/2-1-38). Alkotó: Kallós Ede (1930)